# Parañaque
Parañaque is een stad op het eiland Luzon in de Filipijnen. Ze vormt samen met 16 andere steden en gemeenten de National Capital Region, die ook wel Metro Manilla wordt genoemd. Bij de volkstelling van 2020 had de stad 689.992 inwoners.

## Geschiedenis
Parañaque werd in 1572 door Spaanse missionarissen van de Augustijnen gesticht, die kort daarna ook de kathedraal van Parañaque stichtten, thans een van de oudste kerken van het land. Voor die tijd bestond er echter al een nederzetting met de naam Palanyag. Tijdens de Filipijnse revolutie (1896-1898) vonden veel gevechten in Parañaque plaats, als gevolg van de ligging van de stad - midden tussen de provincie Cavite, waar rebellen zich verschanst hadden, en Manilla, de hoofdstad van de Spaanse overheersers.
Op 15 februari 1998 werd Parañaque een stad.

## Geografie

### Bestuurlijke indeling
Parañaque is onderverdeeld in de volgende 16 barangays:
| - Baclaran - B.F. Homes - Don Bosco - Don Galo - La Huerta - Marcelo Green - Merville - Moonwalk | - San Antonio - San Donisio - San Isidro - San Martin de Porres - Sto. Niño - Sun Valley - Tambo - Vitalez |

## Bestuur en politiek
Zoals in alle steden is de belangrijkste bestuurder van Parañaque de burgemeester. De burgemeester wordt elke drie jaar gekozen door de kiesgerechtigde stemmers binnen de stad en is het hoofd van het stadsbestuur en de uitvoerende organen. De huidige burgemeester van de stad, Florencio Bernabe jr. is tijdens de verkiezingen van 2010 voor drie jaar herkozen (derde opeenvolgende termijn). Zijn vader was eerder van 1972 tot 1986 burgemeester van de stad. De viceburgemeester, momenteel Gustavo Tambunting, is voorzitter van de sangguniang panlungsod (stadsraad). Deze sangguniang panlungsod is de wetgevende macht binnen de stad en is samengesteld uit de afgevaardigden uit de twee stadsdistricten van Parañaque en enkele andere afgevaardigden uit de stad.
Lijst van burgemeesters van Parañaque City sinds 1963
- 1963 - 1972 Eleuterio de Leon
- 1972 - 1986 Florencio Bernabe sr.
- 1986 - 1988 Rodolfo G. Buenavista (aangesteld als burgemeester; OIC)
- 1988 - 1992 Wilfredo Ferrer
- 1992 - 1994 Pablo Olivarez
- 1995 – 2004 Joey Marquez
- 2004 – 2013 Florencio Bernabe jr.

## Demografie
Parañaque had bij de census van 2010 een inwoneraantal van 588.126 mensen. Dit waren 35.466 mensen (6,4%) meer dan bij de vorige census van 2007. Ten opzichte van de census van 2000 was het aantal inwoners gegroeid met 138.315 mensen (30,7%). De gemiddelde jaarlijkse groei in die periode kwam daarmee uit op 2,72%, hetgeen hoger was dan het landelijk jaarlijks gemiddelde over deze periode (1,90%).

De bevolkingsdichtheid van Parañaque was ten tijde van de census van 2010, met 588.126 inwoners op 46,57 km², 12.628,9 mensen per km².

## Stedenbanden
- Bacolod (Filipijnen)
- Tangub (Filipijnen)
- Las Piñas (Filipijnen)

## Geboren in Parañaque
- Manuel Bernabe (17 februari 1890), dichter (overleden 1960);
- Jaime Ferrer (14 oktober 1916), bestuurder en politicus (overleden 1987);
- Christian Monsod (16 juli 1936), topman en voorzitter COMELEC;
- Edward Hagedorn (12 oktober 1946), politicus (overleden 2023);
- Sam Pinto (11 december 1989), reclamemodel en actrice.